# Bakkagerði

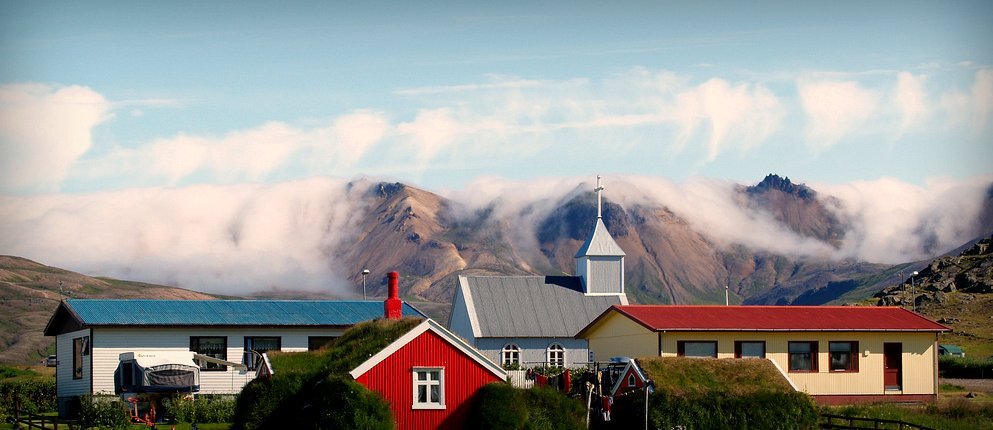
Bakkagerði.

Bakkagerði är en småort vid Borgarfjörður eystri i kommunen Múlaþing i regionen Austurland på nordöstra Island. Byn har totalt 97 invånare. 

## Jóhannes Kjarval
Jóhannes Sveinsson Kjarval, som var en av Islands mest berömda målare, växte upp i området. I Bakkagerði finns en stor utställning av hans verk. Altartavlan i Bakkagerdi kyrka gjordes av Kjarval.